# Зворково (Московская область)
Зворково — деревня в Орехово-Зуевском муниципальном районе Московской области. Входит в состав сельского поселения Дороховское. Население — 141 чел. (2010).

## Расположение
Деревня Зворково расположена в юго-восточной части Орехово-Зуевского района, примерно в 26 км к юго-востоку от города Орехово-Зуево. Высота над уровнем моря 149 м.

## История
На момент отмены крепостного права деревня принадлежала помещику Есипову. После 1861 года деревня вошла в состав Старовской волости Егорьевского уезда. Приход находился в селе Красное.
В 1926 году деревня входила в Зворковский сельсовет Красновской волости Егорьевского уезда.
До 2006 года Зворково входило в состав Дороховского сельского округа Орехово-Зуевского района.

## Население
В 1885 году в деревне проживало 802 человека, в 1905 году — 818 человек (404 мужчины, 414 женщин), в 1926 году — 763 человека (343 мужчины, 420 женщин). По переписи 2002 года — 136 человек (58 мужчин, 78 женщин).
| 1859 | 1868 | 1885 | 1905 | 1926 | 2002 | 2006 |
| ---- | ---- | ---- | ---- | ---- | ---- | ---- |
| 509  | ↗574 | ↗802 | ↗818 | ↘763 | ↘136 | ↗171 |
| 2010 |      |      |      |      |      |      |
| ↘141 |      |      |      |      |      |      |